# Synagoga w Zakopanem
Synagoga w Zakopanem – nieistniejąca obecnie synagoga, wybudowana w roku 1937 w Zakopanem. Podczas II wojny światowej, w 1942 została zburzona przez Niemców. Obecnie teren po niej wchodzi w skład placu targowego.

## Opis

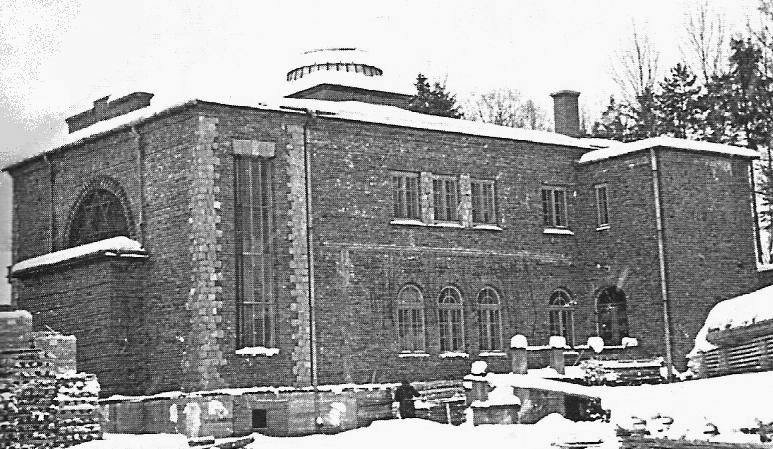
Synagoga Riegelhaupta w Zakopanem

W Zakopanem przed II wojną światową znajdowały się dwie synagogi. Pierwsza z nich była drewniana i znajdowała się przy ulicy Szkolnej. Została zbudowana na małym placu, położonym za willą „Ordon” przy ul. Nowotarskiej 11 oraz sąsiednią willą „Bławatek” – przy ul. Nowotarskiej 13. Synagoga ta należała do Żydowskiej Gminy Wyznaniowej w Zakopanem. Została rozebrana podczas niemieckiej okupacji Polski XX w. Obecnie na jej miejscu znajduje się murowany budynek.
Druga, większa zakopiańska synagoga znajdowała się w pobliżu starego cmentarza, obok tartaku Riegielhaupta. Bożnica ta była murowana, wykonana z cegły i betonu według projektu inżyniera Riegielhaupta. Posiadała zwartą, modernistyczną, prostopadłościenną bryłę. Posiadała dach dwuspadowy o niewielkich spadkach, pośrodku którego umieszczono dużą, przeszkloną kopułę o stalowej konstrukcji, doświetlającą wnętrze. Nowa synagoga została rozebrana w 1940.
Zakopiańska Żydowska Gmina Wyznaniowa posiadała też niewielki kirkut na Bachledzkim Wierchu. Opiekowało się nim stowarzyszenie religijno-społeczne „Bikur Cholim”. Cmentarz powstał po I wojnie światowej. W obrębie kirkutu stał niewielki dom, który służył jako dom przedpogrzebowy, pomieszczenie gospodarcze i mieszkanie dozorcy. Cmentarz został zniszczony w czasie II wojny światowej. W 2004 r. został odnowiony i ogrodzony.